# Thurn und Taxis
Thurn und Taxis (hrv. Thurn i Taxis) je njemačka plemićka obitelj, koja stoluje od 1748. u Regensburgu i koja je u razdoblju od 16. do 18. stoljeća stekla bogatstvo davanjem poštanskih usluga. Iz tih dohodaka članovi obitelji su kupili u 19. stoljeću brojna zemljišta, industrijska poduzeća i pivovare. 
Obitelj Thurn und Taxis posjedovala je brojna imanja i u Hrvatskoj. U Turopolju je od Erdödyja naslijedila vlastelinstvo Želin (danas Novo Čiče) gdje je sagradila tvornicu špirita, a imala je i kuću u Velikoj Gorici. Do 1928. posjedovali su Stari grad Ozalj te druga velika primorska imanja, poput Kaštela Grobnika čiji su vlasnici do nacionalizacije 1945. godine.

## Vanjske poveznice
- Webstranica Thurn und Taxis